# ラジオ大阪ドラマティックナイター
ラジオ大阪ドラマティックナイター（ラジオおおさかドラマティックナイター、Radio Osaka Dramatic Nighter）は、1993年から2007年9月29日までのプロ野球シーズン期間中、ラジオ大阪（OBC）で放送されていたプロ野球ナイトゲーム中継番組である。
本項では、ドラマティックナイターとして放送する以前の、ラジオ大阪におけるプロ野球中継についても記述していく。

## 概要
1977年（昭和52年）から1992年（平成4年）まで土曜・日曜の夜に放送された『OBCビッグナイター』を1993年にAMステレオ放送移行に伴いリニューアルし、それまでの土・日曜に金曜の放送を加えて週3回の放送にした。金曜は、近鉄バファローズ（1999年より大阪近鉄バファローズ）戦のみだったが、1998年以降『金曜バファローズナイター』（1998年 - 2000年）→『近鉄バファローズナイター』（2001年 - 2004年）→『オリックス・バファローズ ナイトスタジアム』（2005年、オリックス主催ゲーム開催に限る）に移行したため、土・日曜の放送となっていた。最終年は、土曜のみの放送となった。

放送時間は18:00 - 21:00。試合展開によってはオプションとして5分刻みで22:00までの延長があった。全国ラジオネットワーク（NRN）系列の大阪府・兵庫県における土・日曜のナイター中継担当局であることや、1976年から1980年まで阪神タイガースが朝日放送と優先契約を結んでいたことに対する棲み分けを考慮して、読売ジャイアンツ（巨人）戦を中心とした全国中継カードをメインに放送。そのため、基本的に文化放送（土・日のNRNナイターキー局。『ホームランナイター』）からのネット受けになるが、巨人戦のうち阪神タイガース主催ゲームはラジオ大阪が制作を担当した（文化放送など一部NRN各局では試合終了まで中継のため、22:00以降は裏送り。聴取率調査期間は文化放送が自社ローカル向けに乗り込み別制作する場合あり）。
また、2004年までは近鉄、2005年からはオリックス・バファローズの主催ナイトゲームが週末にある場合はそれを優先していた（ただし、2006年後半からオリックス戦ナイターは開催有無に関係なく中継しないことが増えた）。そのため、関東での近鉄ビジターゲームと阪神対巨人戦が重なった日には、ラジオ大阪では文化放送制作（西武／ロッテ／日本ハム対近鉄）、文化放送ではラジオ大阪制作（阪神対巨人）の中継が流れるというねじれ現象も何度か生じた。
阪神タイガースが絡む試合については基本的にNRN全国中継の対象試合のみ放送していたが、阪神が優勝争いをしていた場合は阪神戦を独自に放送する場合もあった。
2007年（平成19年）シーズンをもって、ラジオ大阪はプロ野球中継から全面撤退することになり、当番組も終了した。これは、日本の民放ラジオ全局を通じても、日経ラジオ社（NSB→ラジオたんぱ→ラジオNIKKEI、『プロ野球ナイトゲーム中継』）と旧極東放送（KHR：現・FM沖縄、『チャレンジナイター』）に次いで史上3社目となる決断だった。以後ラジオ大阪はスポーツ中継を日曜昼間の中央競馬中継『ドラマティック競馬』に事実上選択集中し、原則としてプロ野球中継を行わなくなったが、2008年の北京オリンピック野球競技で特別に中継を編成した。

## 出演者

### 解説者
終了時
- 村田辰美（1991年 - 1992年と1996年から）
- 吉田剛（2002年から）

終了時以前
※OBCビッグナイター時代の解説者も含んでいる。
- 池辺豪則（1980年 - 1982年）
- 大崎三男（1978年）
- 岡義朗（1999年 - 2001年）
- 加藤英司（1988年 - 1992年）
- 栗橋茂（1993年 - 1996年）
- 黒田正宏（1993年 - 1998年）
- 佐藤道郎（1997年 - 2003年）
- 清俊彦（1978年）
- 関口清治（1984年 - 1985年）
- 辻佳紀（1977年 - 1988年。1977年時点では静岡放送の解説者を兼任し、JRN担当日に本番カードも担当したため、場合によっては辻の解説がTBSラジオおよびJRN系列局経由で流れることがあった）[3][4]
- 平野光泰（1986年 - 1996年）
- 水谷実雄（1986年）
- 山本一義（1987年）
- 米田哲也（1987年 - 1992年）

南海ナイター（土曜・日曜）、南海日曜ナイター
- 南海太郎

開局 - 南海ナイター開始前
- 土井垣武（選手引退後の1959年より数年間担当）
- 西澤暲（#実況を参照）

### アナウンサー

#### 実況
※特記ない限り、ラジオ大阪アナウンサー。
終了時
- 松本恵治 - 1984年（昭和59年）入社。
- 中井雅之 - 1983年（昭和58年）入社。フリー（P.I.S→米朝事務所所属）転向後も引き続き担当。
- 寺西裕一 - KBS京都→フリー（ユウセイプランニング社長）

終了時以前
- 初田実
- 高橋征二（南海ナイター開始当時の担当[5]。1997年まで担当[注 3]）
- 田中友英（2002年4月1日にRKB毎日放送へ移籍するまでの間、担当）
- 山口富士夫（フリー。『ドラマティックナイター』時代[注 4]）

南海ナイター、OBCビッグナイター時代
- 永田勉（南海ナイター開始当時の担当[5]）
- 渡辺剛夫（南海ナイター開始当時の担当[5]）
- 内田修
- 水野清文

開局 - 南海ナイター開始前
- 西澤暲（1958年7月8日阪神対広島戦初担当[9]。当時は、実況・解説の両方を一人で担当していた[9]）

#### リポーター
- 高野勝正（フリー）
- 柴田直

南海ナイター時代
- 南海太郎（開始当時、「インサイトレポーター」という肩書で南海ベンチリポートなどを担当[5]）

#### ラジオ大阪スタジオ担当
- 友松純（J SPORTS オリックス戦リポーター兼）（2006年まで日曜日担当）

終了時以前
- 川辺結花（2006年まで土曜日担当）
- 安本雅代
- 豊永真琴[注 5]
- 寺立知可
- 松葉恭子

### 担当不詳
- 星野礼佳[注 6]

## 備考

### 番組テーマ曲
- 『ペガサス幻想』（テレビアニメ『聖闘士星矢』初代主題歌）のインストゥメンタルバージョン ※野球中継がこのタイトルになった当初から使用されていた。OBCドラマティック競馬、大阪国際女子マラソン中継など、OBCのスポーツ番組全てに使われている。
- 『ビッグナイター』時代 - 『キング・コットンマーチ』（作曲：スーザ）

### 野球放送のないときの番組編成
原則として18:00 - 21:00までは文化放送よりレインコート番組（録音番組）をネットするが、当初から野球中継が組まれていない場合は、ラジオ大阪スタジオより特番を放送する場合がある。
- 18:00 - 19:00 ビッグサウンズスペシャル第1部（生放送でプロ野球関連の番組を行う場合がある）
- 19:00 - 21:00 ビッグサウンズスペシャル第2部（録音番組）
- 21:00 - 21:30 ミュージックスタジアム（OBCスタジオより放送）
- 21:30 - 22:00 歌謡曲夢一番

### 野球放送が早く終了したときの番組編成
放送時間が21:26までに終了した場合
- 21:26まで、「ミュージックスタジアム」を放送。

放送時間が21:01 - 21:26までに終了した場合
- 21:30までOBCスタジオより「ミュージックスタジアム」を放送する。
- 21:30 - 22:00 歌謡曲夢一番

放送時間が21:26を過ぎた場合
- 21:30からの番組は放送休止とし、最大延長21:56までナイター中継を放送する。
- 21:56までに終了した場合は、OBCスタジオより「ミュージックスタジアム」を放送する。

### NRN野球ネットについて
1965年（昭和40年）のNRNネットワーク発足当時、関西地区における加盟局はOBCの他に朝日放送（ABC、現・朝日放送ラジオ）、毎日放送（MBS、現・MBSラジオ）そしてラジオ関西（CR→AM KOBE→CRK）、近畿放送（KHK→KBS→KBS京都、現・京都放送）、和歌山放送（WBS）の6局であった。ABCはTBSラジオ（JRN、『TBSナイター』）と、MBSはニッポン放送（LF：NRN、『ショウアップナイター』）とそれぞれ主にネットワークを結んでいたため、NRN結成後は火 - 木・土曜はMBS、日曜は薄暮試合を含めてABCが関西地区の制作を担当することとなり、CRは野球中継から撤退して音楽番組中心の編成に移行し、KBSはラジオ関東（RF：現・RFラジオ日本、『バッチリナイター』）との独自ネットを中心に、WBSはMBS・ABC制作分を含む全国ネット本番カードを中心に編成した。
OBCも1958年7月の開局からしばらくはプロ野球中継を行っていた。レギュラー編成としては一時撤退した年もあったが、年度によりNRNナイターとは無関係のローカル番組として、週末などの放送を行った年もあった。
その後1972年から南海ホークスをメインとした『南海ナイター』（なんかいナイター）を土曜・日曜に編成する（4月15日開始。当時の放送時間は土・日曜18:30から試合終了まで）こととなっても、引き続きNRNナイターとは無関係であった。『南海ナイター』は、1972年の開始時に、土曜日に限り和歌山放送（WBS。当時はNRN単独ネット局）で同時ネット。当時のリスナー向けプレゼントにも、OBCと同局の名前が併記されていた。この背景には、和歌山放送のサービスエリアの一部が南海ホークスの親会社・南海電鉄の沿線地域であることや、投手として第42回選抜高等学校野球大会（1970年）で和歌山県立箕島高等学校を全国大会初優勝に導いた同県出身の島本講平が1971年にホークスへ入団したことなどが挙げられる。「南海ナイター」終了後も、WBSは独自の自社制作で不定期に（主に日曜・祝日のデーゲームを中心として）南海グループ協賛による大阪球場での南海主催試合の中継を実施した。この期間は自社制作のみならず、南海がビジターゲームのうち関東遠征分をラジオ関東からネット受けしたこともあり、1973年には日拓ホームフライヤーズとの開幕戦を近畿放送を加えた3局ネットで放送した。

NRNの担当曜日は1969年に月・金曜がABC、それ以外はMBSと再編成されたが、1976年にMBSが日曜のNRNナイターをローカルの「ブレーブス・ダイナミック・アワー」（阪急電鉄・阪急百貨店提供）に差し替えたため、ナイター中継とネットスポンサーのCMが関西地区では放送されない事態が生じた。また、同年にABCが阪神タイガースとラジオ放送権の優先契約を結んだため、1980年までMBSの阪神主催ゲーム制作に制限がかかることになった。事態を重く見た土・日曜担当キー局の文化放送（QR）はMBSとのナイターネットを見直すこととし、土・日曜の関西地区NRNナイター制作局をOBCとする事に変更。翌1977年よりOBCはNRNナイターの制作に参加し、『OBCビッグナイター』がスタートした。同時にNRNナイターの制作を担当しない平日にも、関西ローカル（ビジターゲームでは文化放送・九州朝日放送の制作協力）の「近鉄バファローズナイター」を開始した。
土・日のNRN担当になったことから、土・日の阪神・阪急→オリックス・南海・近鉄の主催試合のNRN向け制作を担当。しかし、当時関東・関西にプロ野球チームが集中していたことと、巨人が絡む試合がほぼナイターであったこと、クロスネット局は土・日はJRNナイターを放送していたこと、前述の阪神とABCの優先契約で1980年まで阪神主催試合の制作がMBS同様制限されていたことから、「阪神対巨人」をNRN全国ネットとして配信する以外のネット先は「阪神対中日」の際の東海ラジオ （SF）、南海がダイエーになって福岡移転後の「オリックス対ダイエー」「近鉄対ダイエー」の際の九州朝日放送（KBC）に限られ（OBCは近鉄戦がない場合はNRN全国ネットカードを優先したため、「近鉄対ダイエー」でOBC-KBCの相互ネットになる以外はほぼ裏送り）、それ以外は雨天中止時の予備音源としての制作のみだった。

ただし、NRNでは一時期巨人主催試合の放送権が無かった時代があったため、ナイターが巨人主催試合と当該試合の2試合だけの場合は必然的にこの試合がNRN全国中継となった。また、東海ラジオは2001年頃まで「阪神対中日」をOBCが放送しない場合は裏送りを受けていたが、2002年頃からはOBC-SFの相互ネットの場合、もしくはQRがネットしてNRNネットのメインカードとなった場合のみの放送となり、SFはOBC・QRとも同カードを放送しない場合、MBSからのネット受けによる放送を行っていた。

なお、対広島戦については、中国放送（RCC）が土・日曜はJRNネットとなるため、予備カードからの昇格または日程の都合上、稀にNRNネットの本番カードとなった時にNRN単独加盟局向けとなる際に放送される程度で、この場合、阪神主催はOBCが自社制作、広島主催（阪神が関与しないカードを含む）はRCCが裏送りという形態だったが、広島と阪神の対戦時は、ビジター側のリポーター派遣が行われないことが多かった。
「ビッグナイター」が「ドラマティックナイター」に改称された1993年からは週6日中継を達成するが、近鉄球団最後の年となった2004年から、OBCは野球中継を段階的に縮小していった。2004年は金・土・日曜（うち金曜は「近鉄バファローズナイター」）のみとし、2005年は金曜の中継を不定期化（「オリックス・バファローズ ナイトスタジアム」）。2006年度は本番組だけが残され土・日のみの放送となった。さらに2007年度はOBCは土曜のみの放送となり、日曜開催の試合の中継でOBCが担当する阪神・オリックス主催ゲーム（甲子園・京セラドーム大阪など）が全国放送される場合は裏送りとなった。

2007年シーズンをもって、OBCはプロ野球ナイターの放送から全面撤退。これは、日本の民放ラジオ史上でもラジオNIKKEIとエフエム沖縄に次ぐ、3社目のことだった（前述）。これに伴い大阪地区のNRNナイターネットワーク局変更が検討されたが、2008年以降もMBSは土・日曜のMBSでの放送をMBS-LFラインで継続することとしたため、大阪府のラジオ局では2009年までNRNナイターを聴くことは事実上出来なくなっていた（MBSは他のNRNナイターのネット局＜当時はシングルネットの6局=STV、QR、IBS、SF、KBS、KBC。うちKBSは2008年をもって週末ナイターから撤退＞向けにQR制作の技術協力を含めた裏送りと並列制作だった。2010年度からはSF・KBC向け（2017年度からSTV向けも追加）のデーゲームをMBSが、TBC・RCC向けおよび関西ローカルのデーゲーム（一部JRN扱いあり）とナイター全般をABCがNRN中継の担当として中継している。

なお、2005年までは、日本シリーズ中継についてはNRN全国中継担当を行わない放送局の音源（西暦偶数年は1,3,5,7戦は文化放送、2,4,6戦はニッポン放送　奇数年は1,3,5,7戦がニッポン放送、2,4,6戦は文化放送がそれぞれ制作）を放送している。ただし、2006年以降日本シリーズ中継は放送されていない。

### 放送最終年度（2007年）の基本的なネットワーク
| 地域（球団）               | 放送局名          |
| 基本系列                   | NRN               |
| -------------------------- | ----------------- |
| 北海道（日）               | STV               |
| 宮城（楽）                 | TBC（裏送り参加） |
| 関東（巨・ヤ・横・西・ロ） | QR                |
| 東海（中）                 | SF                |
| 広島（広）                 | RCC（裏送り参加） |
| 福岡（ソ）                 | KBC               |

1. ↑  NRNが巨人主催試合から一時期締め出されていた頃はヤクルト・大洋→横浜主催試合を中心に、稀に西武・ロッテ・東京本拠地時代の日本ハム主催試合に差し替えたことがある。また巨人主催試合が再解放されてから、巨人（ホーム・ビジターとも）以外の試合はセ・パ交流戦を除いて裏送り供給となる試合が多かった。
2. ↑  日本シリーズ中継はNRNキー局で全国ネットを担当しない側の局の中継を放送したため、曜日によりニッポン放送（LF）からのネット受けとなる場合があった。